# Banyusidi
Banyusidi is een bestuurslaag in het regentschap Magelang van de provincie Midden-Java, Indonesië. Banyusidi telt 6109 inwoners (volkstelling 2010).